# 盎格鲁-撒克逊英格兰
盎格鲁-撒克逊英格兰（英語：Anglo-Saxon England）是指中世纪早期从公元5世纪罗马不列颠统治结束后到1066年诺曼征服之间的一段英格兰历史时期。在这期间来自西北欧的西日耳曼蛮族部落（包括盎格鲁人、撒克遜人、朱特人和弗里西人）入侵并定居大不列颠岛，在征服当地的布立吞原住民后建立了若干王国，这些盎格魯-撒克遜人的古英语也取代了凯尔特语成为主要语言。
9世纪前的盎格鲁-撒克逊英格兰由七个大王国主导：诺森布里亚、麦西亚、东盎格利亚、埃塞克斯、肯特、萨塞克斯和威塞克斯，史称七国时代（Heptarchy）。这些王国在7世纪先后完成了基督教化，而原有多神教的强势地位随着655年麦西亚国王彭达的去世而终结。七国在8世纪进入了由麦西亚称霸的时期，直到825年威塞克斯崛起将其击败，之前臣服于麦西亚的萨塞克斯、埃塞克斯和肯特被威塞克斯吞并，七国变为四国。在827年，诺森布里亚向威塞克斯国王埃格伯特称臣，威塞克斯实质上已经基本统一了英格兰。
盎格鲁-撒克逊英格兰时期与维京时代有所重合。维京人最早的入侵记录是793年洗劫林迪斯法恩，并在835年后愈加频繁的劫掠英格兰沿岸。当865年丹人首领拉格纳·洛德布罗克被诺森布里亚国王艾勒俘虏并扔进蛇坑处决后，拉格纳的儿子们随即报复并率领异教徒大军入侵英格兰，征服了英格兰北部和中部大部分地区并建立了丹麦法区。面对维京入侵的威胁，威塞克斯的阿尔弗雷德大帝率先以“盎格鲁-撒克逊国王”自称收复了伦敦，最终迫使维京人在878年议和。924年，阿尔弗雷德的孙子埃塞尔斯坦打败异母弟埃尔夫沃德夺得威塞克斯王位，并于927年成功征服了维京人的斯堪的纳维亚约克王国，之后消灭了诺森布里亚，建立了英格兰王国}}。1013～1042年，英格兰王国被纳入丹麦王朝统治下，后威塞克斯王朝复辟。1066年最后一位无争议的盎格鲁-撒克逊国王哈罗德二世在斯坦福桥战役歼灭入侵英格兰北部的挪威王国军队，但仅三天后诺曼底公爵威廉一世在英格兰东南登陆，仓促南下应敌的哈罗德败于黑斯廷斯战役，威廉加冕建立诺曼底王朝，标志着盎格鲁-撒克逊英格兰历史的结束。

## 历史背景

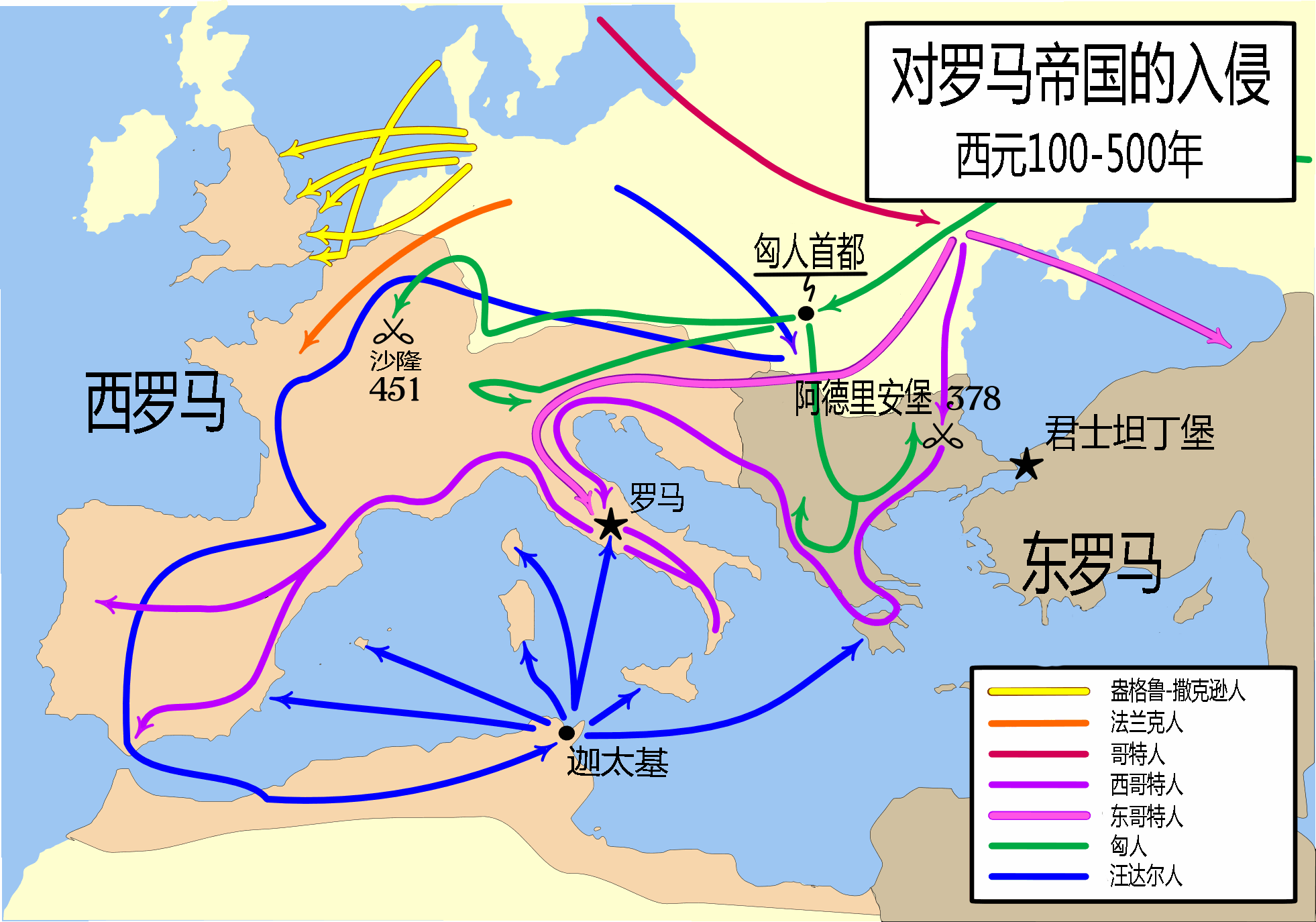
2世纪到5世纪欧洲民族迁徙简图

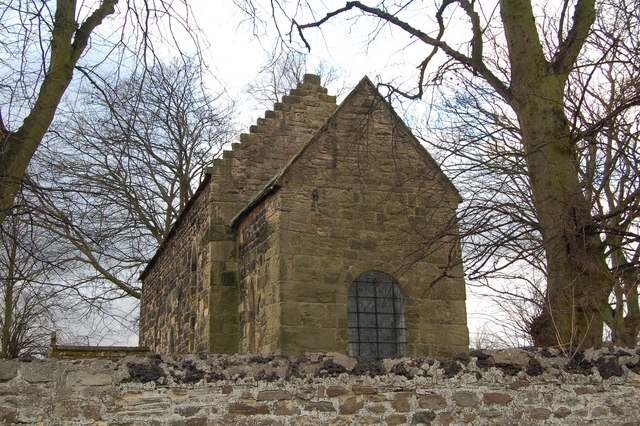
7世纪的盎格鲁-撒克逊教堂。这些教堂建筑及其文物为后世提供了一些当时的历史信息

在罗马帝国对不列颠的占领的最后时期，为应对蛮族对欧洲大陆的入侵，罗马将军君士坦丁将军队撤出不列颠。留在当地的罗马-不列颠贵族面临着日益恶劣的安全环境，特别是皮克特人不时对英格兰东海岸的骚扰。为此，罗马-不列颠领导人以割让领土为回报，引入外籍的盎格鲁-撒克逊雇佣兵作战。也许是因为相应的报酬得不到兑现，442年，盎格鲁-撒克逊人倒戈叛变。不列颠人转向求助西罗马的埃提乌斯将军平息岛内叛乱；而早在大约410年，霍诺留皇帝就发出了指望不列颠人自我保卫的信号。此后不列颠人与盎格鲁-撒克逊人持续抗争多年，到6世纪时不列颠人遭受惨重失败，并丧失了大量土地。

## 民族迁徙与王国形成
早在罗马帝国衰亡以前，就有日耳曼部落渗入不列颠的记录。但日耳曼人侵入不列颠的大潮出现在400年至600年之间，作为民族迁徙浪潮的一个组成部分；同时，古代不列颠人在入侵者的压力下退居不列颠西部或北部（威尔士、苏格兰等地），外迁至今天法国的布列塔尼、诺曼底地区和西班牙西北部的加利西亚。
有关5、6世纪的史料很少，而且难以令人信服。来自异教徒坟墓的器物提供了一些考古证据，但它们展现的那个时代的历史概貌十分有限。731年，诺森布里亚修士比德著成杰作《英吉利教会史》，尽管入侵对于比德已是遥远的过去，但它仍然为我们提供了一些非常值得信赖的零星传说。大体上说，考古发掘证实了比德的分析。对于那些入侵者，比德写道：
「他们来自3个非常强大的日耳曼部落：撒克逊人、盎格鲁人和朱特人。肯特人、怀特岛上的居民以及居住在怀特岛对面区域的那些人都是朱特人的后裔，怀特岛对面的地区是威塞克斯王国的一部分，至今仍然被称为朱特人的国度。东撒克逊人、南撒克逊人和西撒克逊人来自撒克逊地区，也就是现在所说的古撒克逊区域。除此之外，盎格鲁人的国度，也就是处于朱特王国和撒克逊王国之间的地区，迁徙而来的是东盎格鲁人、中盎格鲁人、麦西亚人、所有诺森布里亚的居民（也就是所有居住在亨伯河以北地区的人）以及其他盎格鲁部落。据说自那以后，盎格鲁区域至今仍然荒无人烟。」

## 七国时代及基督教化

800年的盎格鲁-撒克逊和不列颠诸王国

600年左右，一个由王国和小王国（次王国）组成的新秩序逐渐发展起来，七国概念逐渐形成。按照惯例，七国时代从5世纪罗马对不列颠统治结束开始一直持续到829年大多数盎格鲁-萨克逊王国落入威塞克斯的埃格伯特的统治之下结束。这段400年的历史被欧洲史学家称为中世纪早期或者黑暗时代。虽然七国时代的名称暗指了七个王国的存在，但实际上该术语并不意味着仅存在七个稳定统治的王国，而是为了方便起见去使用。这一时期，王国间和小王国之间战争不断，相互征战。在冲突与融合中，不列颠地区的物质、文化迅速发展，广泛受到了欧洲、爱尔兰及古代不列颠人的影响。这场大变革的一个深远影响是英格兰的统治者们纷纷皈依基督教。
7世纪初的英格兰由一些大的王国主导着，主要七国是：
- 威塞克斯
- 东盎格利亚
- 麦西亚
- 诺森布里亚（包括次王国伯尼西亚和德伊勒）
- 肯特
- 薩塞克斯
- 埃塞克斯

实际上，政治状况并非如此井然有序。诸王国是在不断变换的状态中逐渐涌现的，大的王国之间或内部，还有数目不详的部族。即使是那些大的王国，也遭遇了力量平衡的更替。比德和其他信息提供者提到了一些不列颠统治者。
在比德笔下，最早的4位不列颠统治者有萨塞克斯的埃尔、威塞克斯的查乌林、肯特的埃塞尔伯特和东盎格利亚的雷德沃尔德；而第5位和第6位是诺森布里亚国王，分别是埃德温（616—632年在位）和奥斯瓦尔德（633—642年在位）。诺森布里亚的扩张压力使麦西亚的彭达国王与威尔士人结盟，进行了长期的抗衡。642年，奥斯瓦尔德在远离本土的征战中战死。655年，诺森布里亚的奥斯威——被比德称为第七位不列颠统治者——杀死了彭达，并对其他王国有着巨大的影响力。
然而，麦西亚的实力正在上升。679年，彭达的儿子伍尔夫希尔控制了南方诸王国挫败诺森布里亚，并控制了英格兰的相当一部分土地。他的后继者埃塞尔博尔德（716—757年在位）继承了伍尔夫希尔所赢得的影响力，除了威塞克斯和诺森布里亚，麦西亚对其他王国形成了巨大的影响力，这在记载国王赏赐的“土地证书”可以表现出来。艾特尔鲍尔德的继任者奥法（757—796年在位）是阿尔弗雷德之前最强大的英格兰国王。奥发稳固了王位后，开始征战和镇压其他王国。除了在诺森布里亚和威塞克斯外，奥法表现出一个直接统治者的形象，而非一个间接统治者。奥法控制了肯特（798年被消灭）和苏塞克斯的事物，还为韦塞克斯的一些贵族颁发土地证书。在东盎格利亚，《盎格鲁-撒克逊编年史》的794年的记载更加直截了当：「这一年，麦西亚国王奥发下令将艾特尔伯赫特的头砍下」。奥发的地位为法兰克帝国皇帝查理曼所肯定：在查理曼给他的一封信中，称奥发为“最亲密的兄弟”。787年，奥发通过一个庄严的宗教仪式使其子艾格弗里斯（Egfrith）登基与他同为麦西亚国王，王权的这种半神圣的性质正被日益强化。在奥发死后不久，麦西亚的霸权式微。

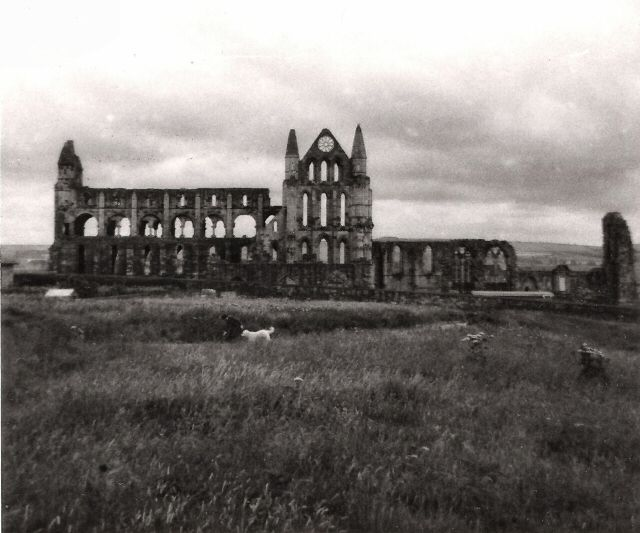
惠特比修道院

在罗马统治时期，基督教就传入了英伦三岛。至于有多少不列颠人皈依了基督教，数目不明了。431年，教皇雷丁一世曾试图向爱尔兰广播福音，而真正普罗爱尔兰大众的是圣帕特里克。爱尔兰的基督教化向不列颠诸岛渗透。如圣高隆在苏格兰西海岸建立了一个教区，7世纪前期的艾丹向诺森布里亚传教，国王奥斯瓦尔德也皈依了基督教，使诺森布里亚被纳入了爱尔兰教会系统。
受教宗格里高利扩张主义教廷派遣的、由奥古斯丁率领的罗马修士传教团于597年到达肯特。此时肯特国王艾特尔伯赫特的法兰克王后已是基督徒，很快他也接受了洗礼。奥古斯丁在坎特伯雷建立了一座修道院，于601年就任首任坎特伯雷大主教。此后，一些国王和贵族们皈依基督教，教堂和主教区在不列颠纷纷建立起来；但当时的基督教化过程是坎坷的，时有国王叛教、赶走教士。
目前仍不清楚“转化”的实际意义。教职人员宣称某地已完成基督教化往往是指当地贵族或国王接受了洗礼，而广大民众未必信教。教堂虽然设立了，但同时可能供奉着异教神祇，证明了基督教初触异教的盎格鲁-撒克逊人的困难。当盎格鲁-撒克逊诸王国都接受了基督教后，爱尔兰系和罗马系的教派出现了冲突，例如在复活节日期的计算和僧侣发型问题上。在664年于惠特比召开的宗教会议上，诺森布里亚国王奥苏由作出了有利于罗马一方的决定；自那以后，坚持庆祝爱尔兰复活节的人被日益边缘化，罗马系被英吉利教会所接受。

## 维京时代与威塞克斯的兴起

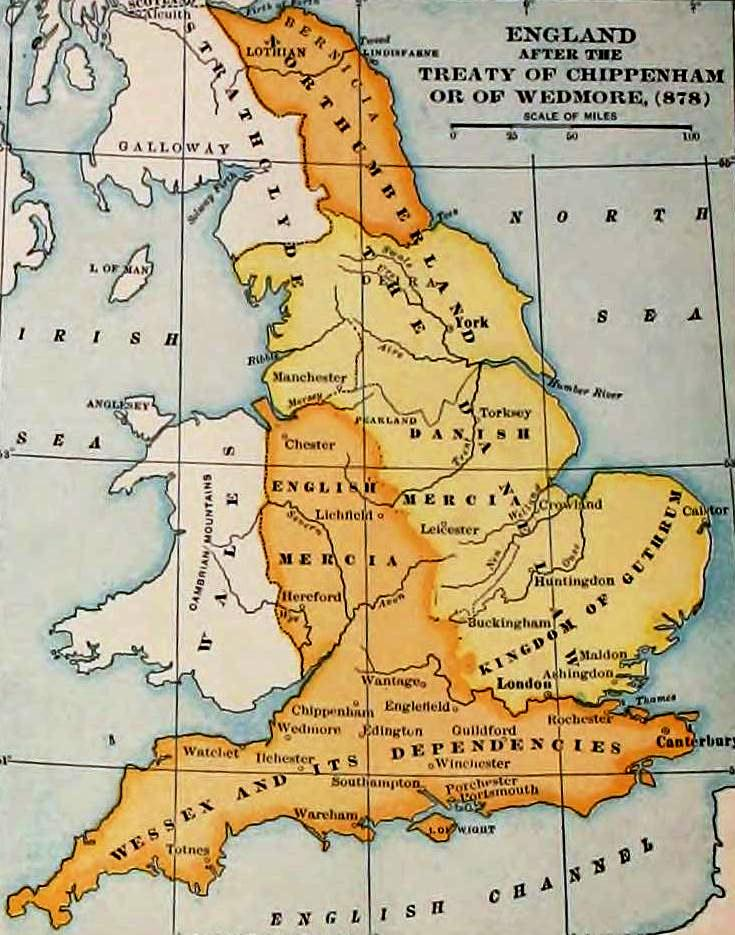
“丹麦法区”版图，878年

《盎格鲁-撒克逊编年史》关于789年的记载是这样的：「这一年贝奥特里克娶奥发国王的女儿伊德布尔（Eadburh）为妻。他在位期间，从霍塔兰驶来了第一批北方人海船，共3艘，当地长官随即骑马前去，因为他不知道那是些什么人，于是极力迫使他们到国王驻地觐见，却被他们杀死。这些就是最早来到英格兰的丹麦船只。」截至此时，英格兰已经有两个世纪没有受到外来攻击，而新的维京入侵者（古代北欧人，包括今天的丹麦人、挪威人和瑞典人）是异教徒，喜于劫掠而去。但过了一代人时间后，维京人的骚扰愈发严重。一般认为，北欧人口此时激增，且经历了复杂的社会变革，许多冒险家们趁此时机冲着富饶地区修道院的传说，远洋出征。实际上维京人此前就长期从事了欧洲北海岸的贸易活动。835年，肯特遭受了他们的大规模袭击，此后几乎每年维京人都发动入侵。
865年，丹麦大军由“白衬衫”哈夫丹（Halfdan）和“无骨者”伊瓦尔（Ivarr the Boneless）率领，在东盎格利亚登陆，发动了大规模入侵。诺森布里亚和东盎格利亚、麦西亚分别于867年、869年和871年—874年沦陷了。870年，丹麦人开始对威塞克斯发动进攻，但遇到了不小的抵抗。880年秋，丹麦人撤离了威塞克斯和麦西亚西部，并在东盎格利亚进行永久性定居。这些丹麦人在征服地区（主要是英格兰东部和北部）建立了自己的社会，播下了他们的社会文化痕迹，例如一些地名。这些地区后被称为“丹麦法区”。

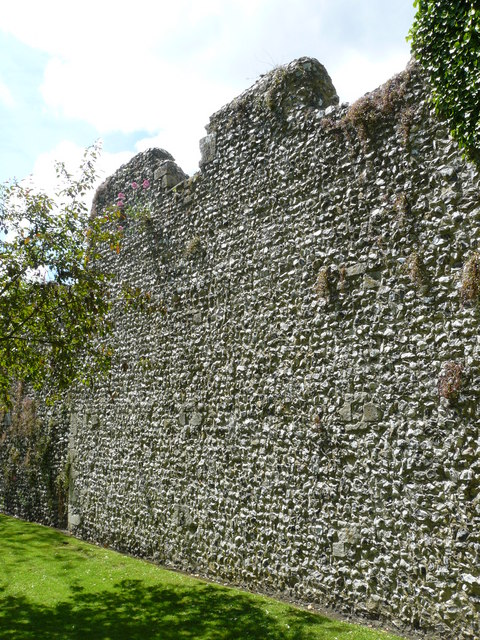
在罗马人的基础上于撒克逊时代巩固的温切斯特防卫墙

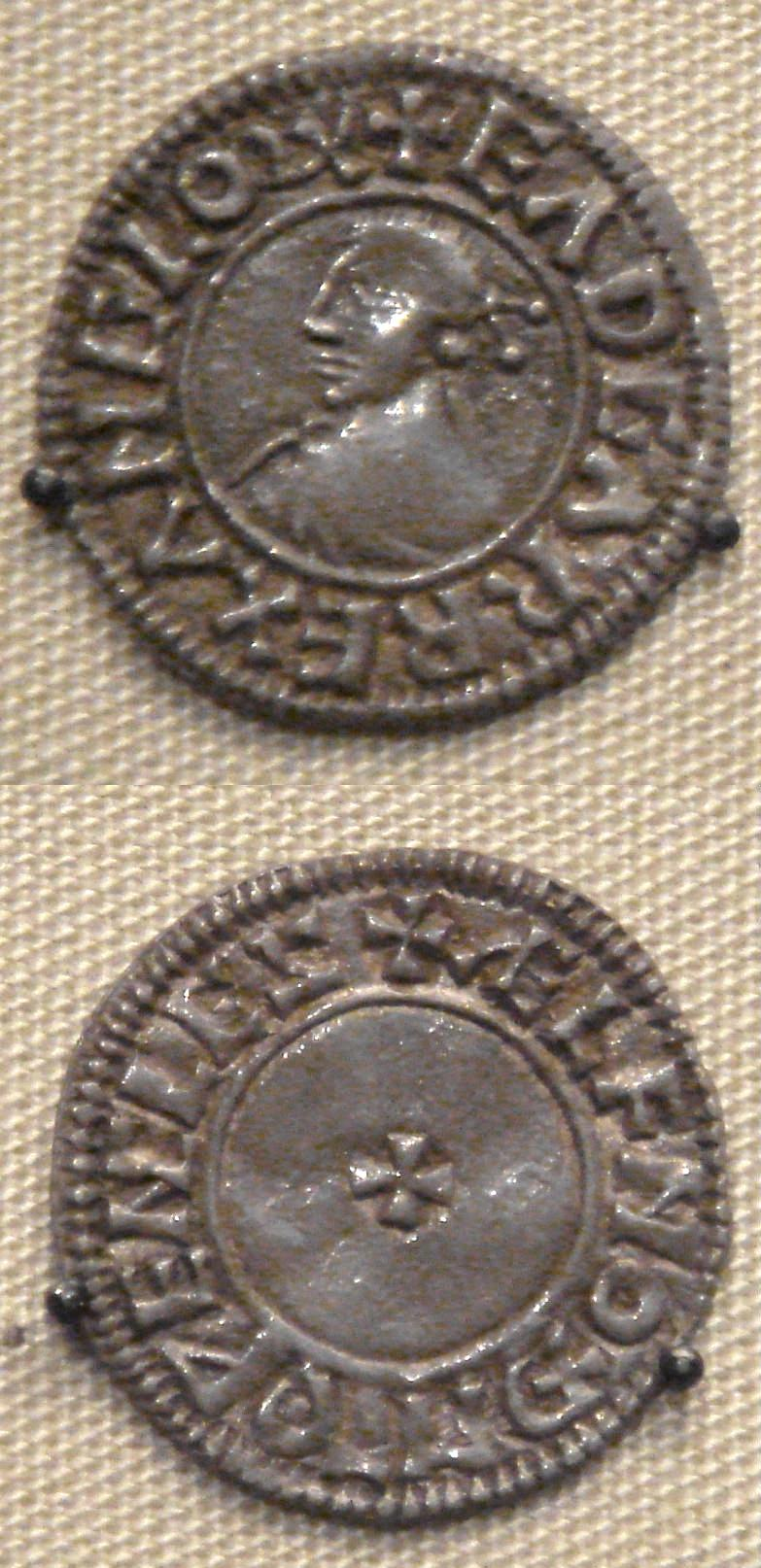
埃德加货币

继麦西亚后，一个新的盎格鲁-撒克逊超级君主国出现——威塞克斯。825年，威塞克斯国王爱格伯特在斯温登附近击败了麦西亚，兼并了肯特、埃塞克斯、苏塞克斯。4年后，麦西亚自身被爱格伯特征服，甚至诺森布里亚也俯首称臣。在9世纪的英格兰历史舞台上，威塞克斯势力的迅速崛起，学者John Blair解释道：「由于新近征服的康沃尔矿产资源丰富，西撒克逊君主的财富不断增加；爱克伯特家族具有以协议而非流血的形式决定财产和王位继承的能力，消除了早期王权中的一个致命弱点」。871年，在威塞克斯遭受巨大的外来压力的时候，阿佛列大帝继任威塞克斯国王，在他在位期间，威塞克斯大力加固了防御设施，免受了丹麦人洗劫的厄运，度过了岌岌可危的局势，为将来英格兰的统一奠定了基础。此外，阿佛列大帝还是一位提倡学术的君主，他的宫廷主导了举世闻名的《盎格鲁-撒克逊编年史》的编纂；他还通曉英语，预示着即将到来的英语商业、政府、法律和书面文学的发展。
長者愛德華（899年—924年在位）、埃塞尔斯坦（924年—939年在位）和埃德蒙一世（939年—946年在位）三朝致力于收复丹麦法区域，使得英格兰朝统一的方向逐渐迈进。实际上挪威人、丹麦人和其他不列颠人仍在不断骚扰威塞克斯，且斗争纷繁复杂，但都已不能威胁到威塞克斯的存亡。937年，阿特尔斯坦击败了挪威人、苏格兰人和威尔士人的联军在埃德加统治时期（959年—975年），新的法律、贤人会议、郡县制出现，新的铸币也在英格兰流通。到10世纪中叶，麦西亚没什么复辟的可能性，至于从前的其他王国则更没有希望。威塞克斯王室已经可以代表英格兰王室。

## 埃塞尔雷德和克努特时代

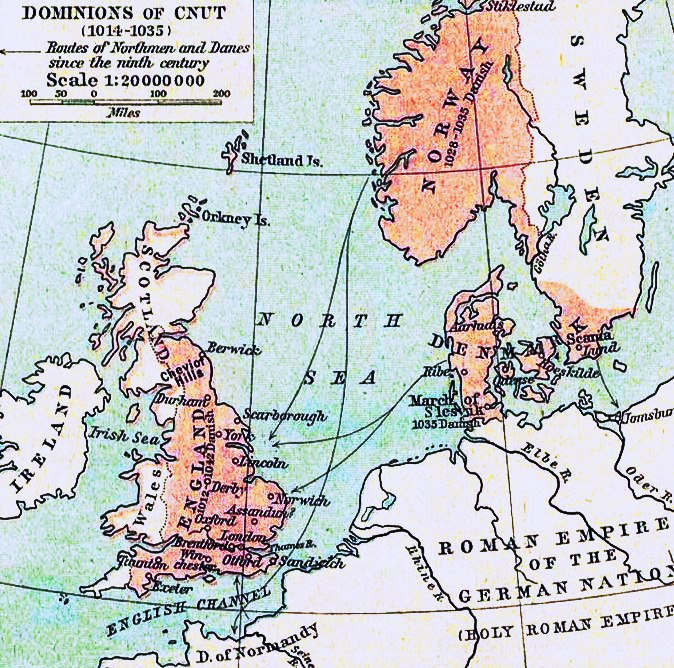
克努特的统治版图

在巴斯的加冕礼两年后，埃德加就以30多岁的年龄去世。埃德加的长子爱德华继位不久便被杀，幼子埃塞尔雷德继位。埃塞尔雷德（978年—1016年在位）被冠以“决策无方者”绰号，因为他是英格兰最多灾多难而又最窝囊的国王之一。
埃塞尔雷德将面临着危险的外来袭击者。起初丹麦人的入侵规模较小；988年，丹麦的斯韦恩废父自立为王，并保持了父亲建立的精干的军队。991年，一支丹麦军队在莫尔顿打败了当地的郡长及其率领的埃塞克斯民兵，索取了一大笔赔偿金后才离去。类似的大规模袭击在994年、997年和1002年反复出现。1002年，埃塞尔雷德国王下令对居住在英格兰的丹麦人进行大屠杀。随即，丹麦国王斯韦恩对英格兰人展开大规模的军事行动，征战连年。虽然斯韦恩初战受挫，但形势对英格兰越来越不利。1013年，斯韦恩重返英格兰，被丹麦法区的人们所拥戴；当年底，丹麦攻占牛津、温切斯特和伦敦，埃塞尔雷德逃亡到诺曼底。然而1014年斯韦恩去世，其长子哈罗德继承丹麦王位，而次子克努特被在英格兰的丹麦人拥立为王。随后，埃塞尔雷德复辟。1016年埃塞尔雷德去世，继任者埃德蒙二世被克努特击败，被迫签订分治英格兰的条约。不久，埃德蒙二世去世，于是克努特成为全英格兰之王。
克努特大帝娶埃塞尔雷德遗孀为妻，谋杀了一些残余反对人物。1017年，把英格兰划分为四个伯国：诺森布里亚、东盎格利亚、麦西亚和韦塞克斯，而这项措施可谓是盎格鲁-撒克逊历史最后30年政治斗争充斥的根源之一。克努特还颁布法律并修建修道院，把自己从“一个野蛮人”改造成“一个虔诚的基督教国王”。1018年，克努特从他去世的丹麦王兄那里继承了庞大的领土，被称为“克努特帝国”。

## 盎格鲁-撒克逊王朝的终结

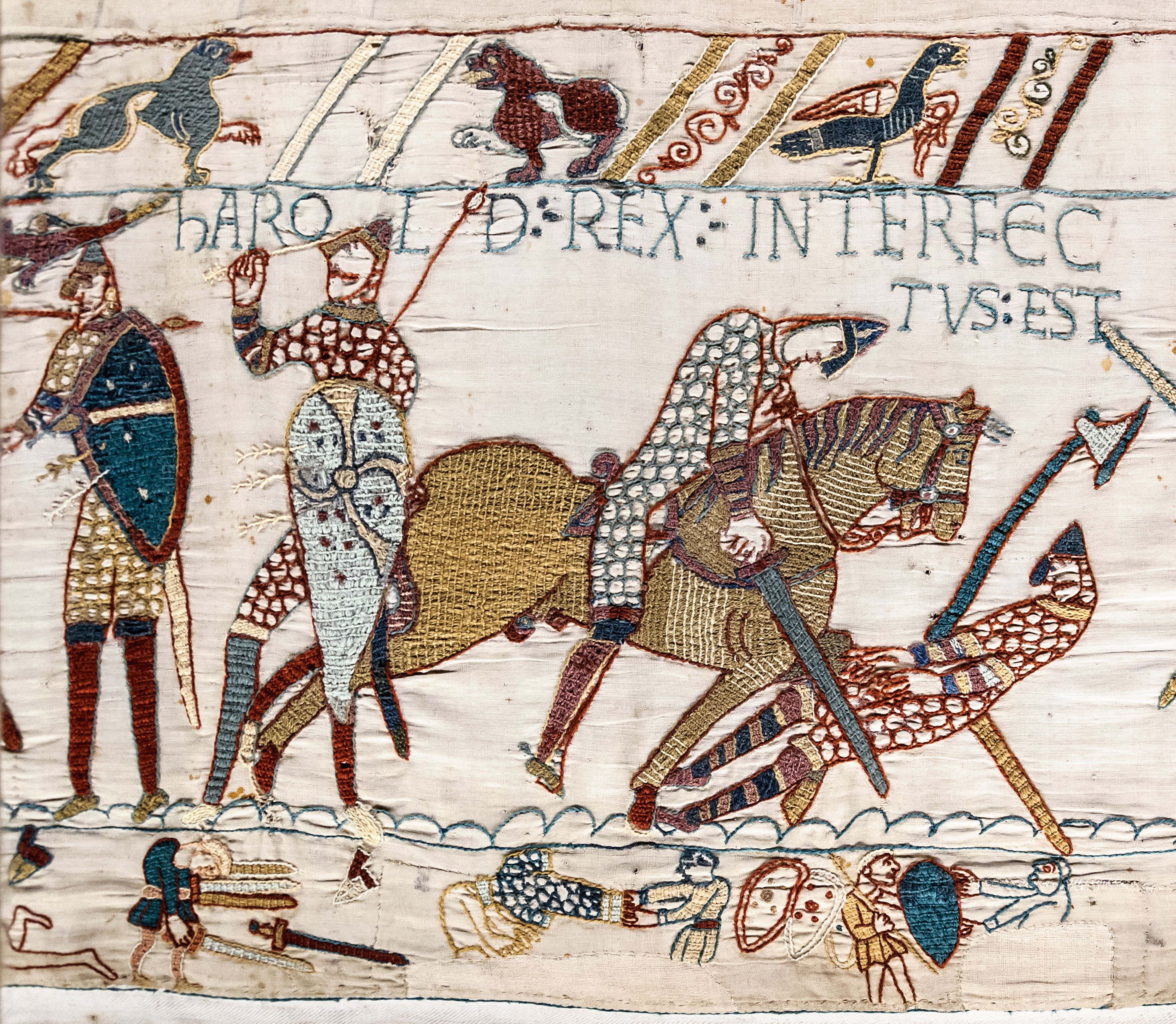
贝叶挂毯展现哈罗德在黑斯廷斯之役中被杀的部分

1035年克努特去世。在经历了复杂的宫廷的政治斗争后，克努特有两个儿子进行了短暂的统治并相继死去，丹麦血统中断。1042年，威塞克斯王室的“忏悔者”爱德华二世（1042年—1066年）被选为英格兰国王。然而，爱德华的权威受到强大的戈德温伯爵的挑战，在1051年矛盾达到顶点甚至兵戎相见。由于爱德华国王本身无子，1053年戈德温去世后其儿子哈罗德成为王位的有力挑战者，同时挪威的国王宣称对英格兰王位也有继承权。1066年1月，爱德华二世去世，哈罗德被政务委员会选为英格兰之王，是为哈罗德二世。1066年夏，挪威国王哈拉尔三世趁机侵袭英格兰的诺森布里亚，哈罗德即挥师北上迎战，最终将其杀死并夺回了诺森布里亚。然而，此时诺曼底公爵威廉率军度过英吉利海峡，于英格兰南方的佩文西登陆，哈罗德率疲惫不堪的军队赶来抵挡威廉。两军在黑斯廷斯展开遭遇战，诺曼人取得了决定性胜利。
威塞克斯王朝经受住了丹麦人和挪威人的一次又一次的进攻，但最终还是被海峡对岸的诺曼人征服。1066年标志着盎格鲁-撒克逊王朝的尽头，但不是盎格鲁-撒克逊社会文化的终结。诺曼人继承了罗马人、盎格鲁-撒克逊人、维京人和不列颠本土人的社会，开启了英格兰乃至整个不列颠一个新的历史时期。